# Il fantasma innamorato
Il fantasma innamorato (Truly, Madly, Deeply) è un film del 1990 diretto da Anthony Minghella.

## Trama
Nina, un'interprete di spagnolo, si trova disperata dopo la recente scomparsa del suo ragazzo Jamie, un violoncellista. Nel momento in cui si rende conto di non riuscire ad andare avanti con la sua vita, Jamie ricompare come fantasma e si riuniscono. In realtà, non ci è dato sapere se Jamie ricompare fisicamente per volere divino o se è tutto frutto dell'immaginazione di Nina.
All'inizio, Nina è in estasi per il ritorno di Jamie, ma presto il suo comportamento da perfezionista (quale era in vita) comincia a spazientirla. Jamie, infatti, soffre terribilmente il freddo e alza al massimo il riscaldamento centralizzato. Poi, comincia a spostare mobili e invita altri "fantasmi" in casa per vedere vecchi film in videocassetta.
Questo modo di fare irrita a tal punto Nina da farli litigare fino a far deteriorare il loro rapporto.
Anche se all'inizio Nina è contenta nell'averlo nuovamente accanto, ora trova la situazione molto critica, appesantita da questo modo di fare di Jamie.
Nina, durante un tè con un'amica, incontra Mark, uno psicologo, in una situazione alquanto bizzarra. Lei è molto attratta da Mark, ma evita di uscirci insieme proprio per rispettare la nuova presenza di Jamie. L'amica di Nina, nel frattempo, ha un bambino e Nina, dopo aver assistito alla nascita del piccolo, decide che vuole una vita più concreta. Affronta Jamie e gli dice che così  non possono andare avanti e che lui non le può dare la concretezza che vuole.
Dopo queste osservazioni, Jamie decide di andarsene, ma lei, sconvolta all'idea di perderlo di nuovo, gli dice che non vuole che se ne vada.
Allo stesso tempo, decide di cedere e di recarsi ad un appuntamento con Mark, in cui gli rivela che fino a quel momento non aveva accettato di uscire con lui perché la persona che ha amato era morta da poco. Questo incontro la fa innamorare di lui, ma nello stesso momento si sente combattuta per tutto quello che le sta succedendo.
Dopo aver passato la notte a casa di Mark, Nina torna a casa e, aprendo la porta, si rende conto che Jamie non c'è più. Poco dopo, Mark la va a prendere a casa per uscire ancora insieme e, mentre si incontrano sull'uscio della porta, Jamie dalla finestra (lo spettatore continua a vederlo), li vede mentre si baciano e, supportato dagli altri fantasmi che sono tutti affacciati alla finestra accanto a lui, versa una lacrima e sparisce.

## Analisi del film
- Nel film Rickman recita in spagnolo una poesia di Pablo Neruda intitolata La muerta.
- Minghella scrive la sceneggiatura adattandola alla Stevenson in tutto e per tutto, dandole la possibilità di esprimersi al meglio nelle scene in cui suona il piano o canta.
- Il titolo del film (Truly = veramente; madly = pazzamente; deeply = profondamente) è il risultato di un gioco che fanno i protagonisti mentre si dicono a vicenda quanto si amano usando più parole possibili.
- I due attori si rincontreranno dieci anni dopo nel cast del film di Mike Binder The Search for John Gissing.
- Nel cast, anche Carolyn Choa, moglie del regista.

## Uscita italiana
Anche se il film è conosciuto al pubblico con il nome italiano Il fantasma innamorato, non è mai stato distribuito in Italia. Si può acquistarlo online, direttamente dai vari siti inglesi che trattano DVD.

## Premi
- Premio come miglior film straniero all'Australian Film Institute
- BAFTA per la miglior sceneggiatura originale
- Premio ad Alan Rickman come miglior attore all'Evening Standard British Film Awards
- Premio a Juliet Stevenson come migliore attrice all'Evening Standard British Film Awards